# Bussières (Loire)
Bussières ist eine französische Gemeinde mit 1.531 Einwohnern (Stand: 1. Januar 2022) im Département Loire in der Region Auvergne-Rhône-Alpes. Sie gehört zum Arrondissement Roanne und zum Kanton Le Coteau. Die Einwohner werden Bussiérois genannt.

## Geographie
Die Gemeinde Bussières liegt am Nordwestrand der Monts du Lyonnais, etwa 40 Kilometer westnordwestlich von Lyon. Nachbargemeinden von Bussières sind  Saint-Just-la-Pendue im Norden, Sainte-Colombe-sur-Gand im Norden und Nordosten, Sainte-Agathe-en-Donzy im Osten, Rozier-en-Donzy im Südosten und Süden, Pouilly-lès-Feurs im Südwesten sowie Néronde im Westen.

## Bevölkerungsentwicklung
| Jahr                       | 1962 | 1968 | 1975 | 1982 | 1990 | 1999 | 2006 | 2012 | 2022 |
| Einwohner                  | 1720 | 1628 | 1439 | 1460 | 1332 | 1302 | 1447 | 1577 | 1531 |
| Quellen: Cassini und INSEE |      |      |      |      |      |      |      |      |      |

## Sehenswürdigkeiten
- Kirche Saint-Barthélemy, ursprünglich aus dem 13. Jahrhundert, heutiges Bauwerk aus dem 19. Jahrhundert
- Kapelle Saint-Roch von 1632
- Schloss La Côte
- Schloss Chenevoux
- Weberei- und Seidenmuseum

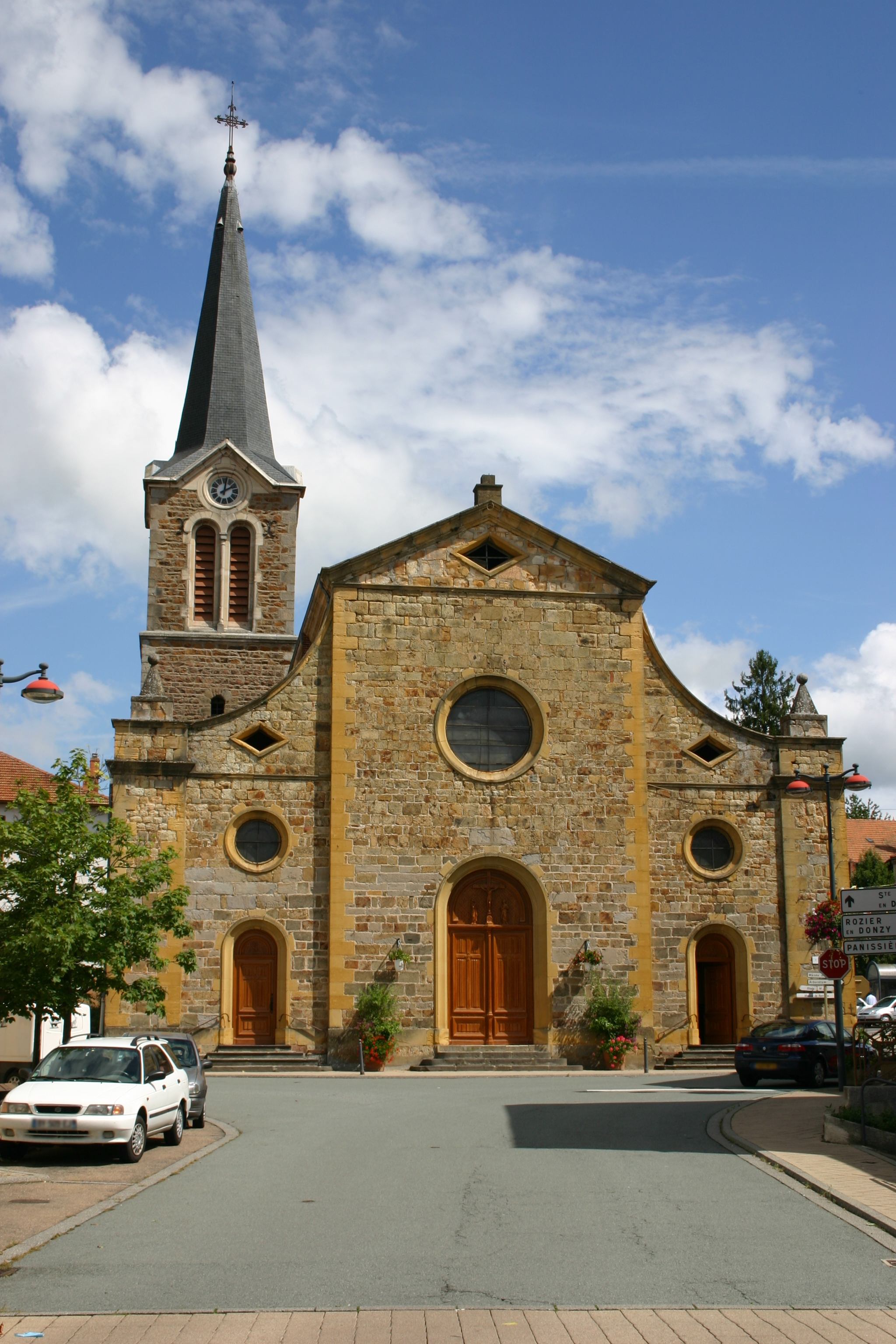
Kirche Saint-Barthélemy
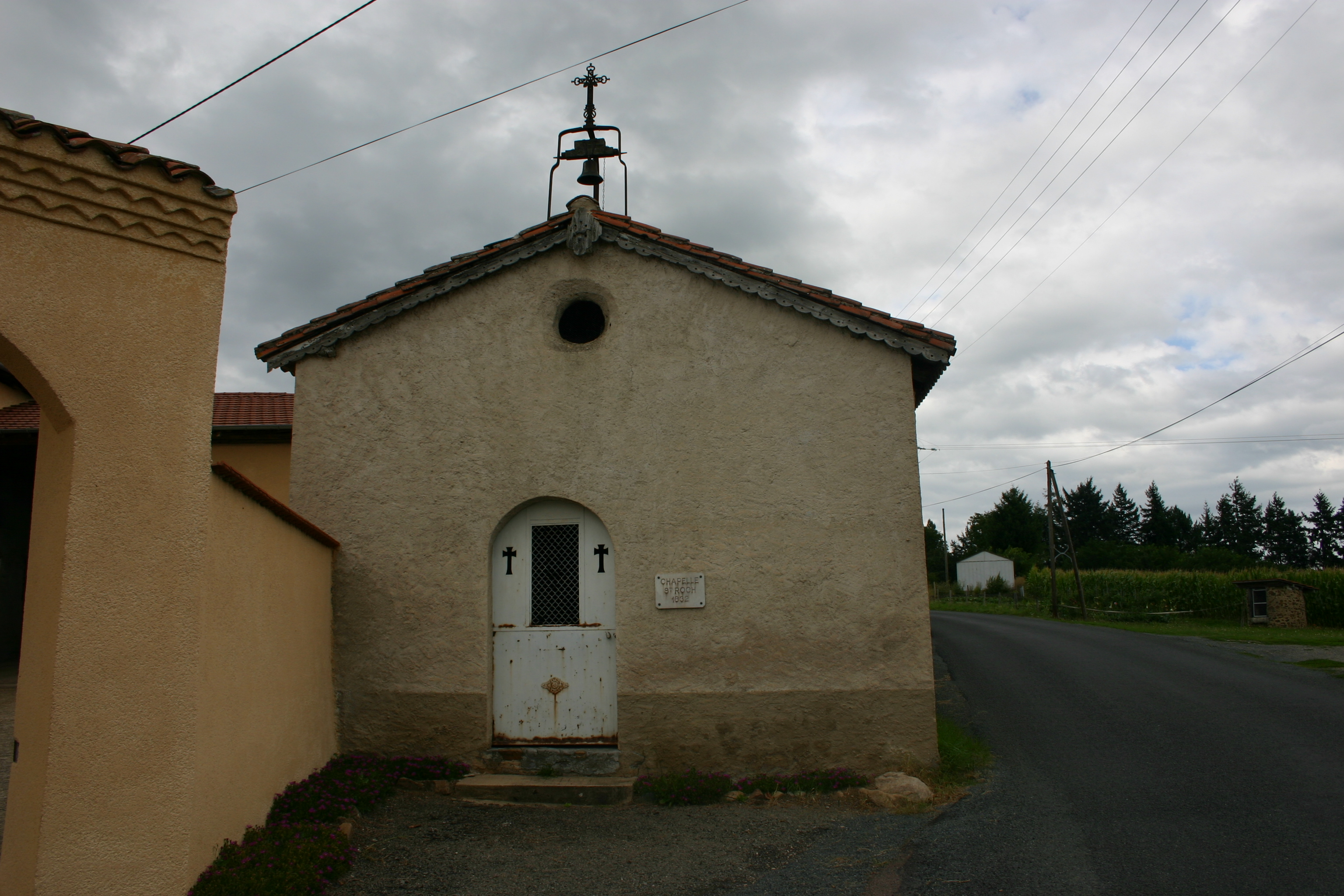
Kapelle Saint-Roch
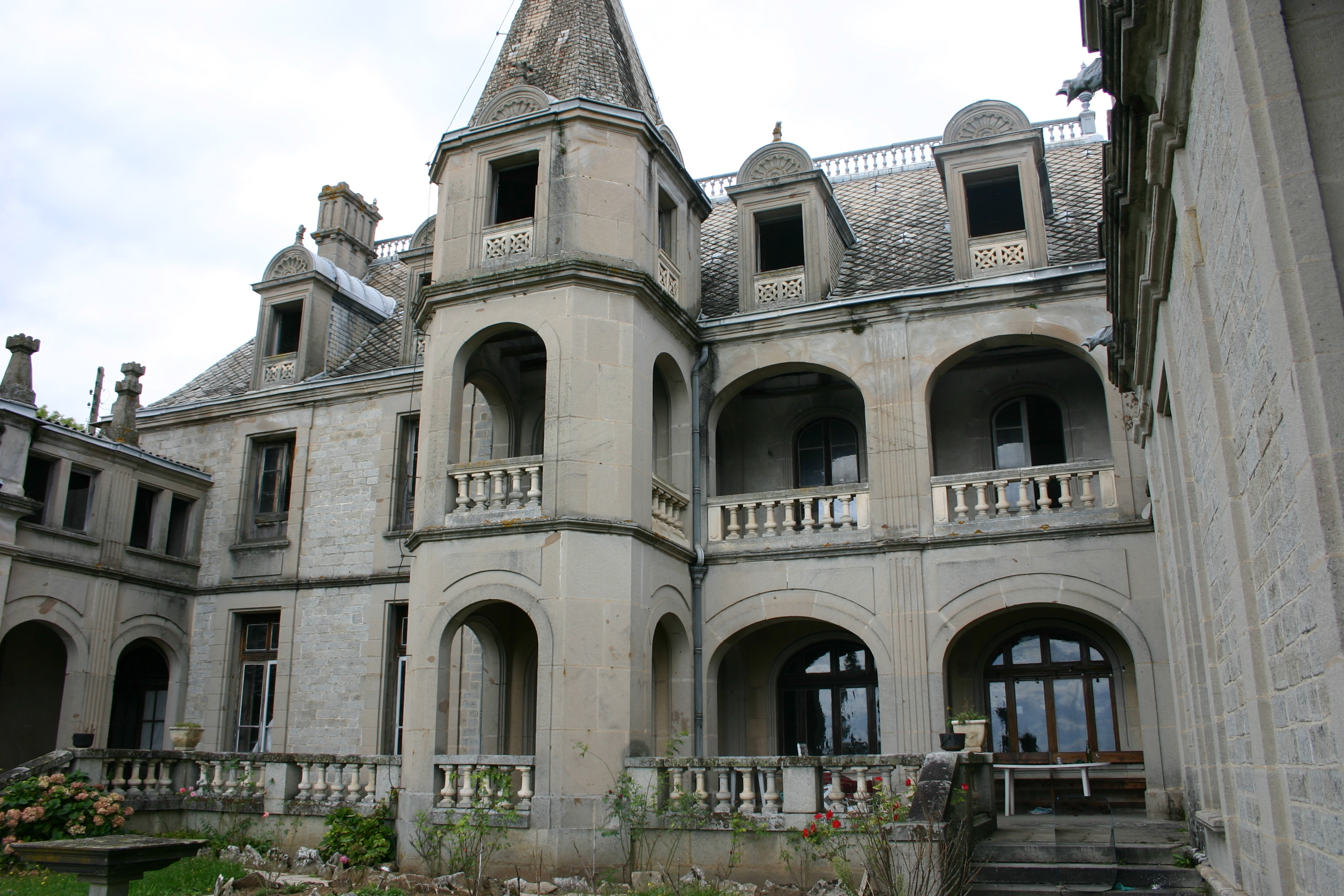
Schloss La Cote
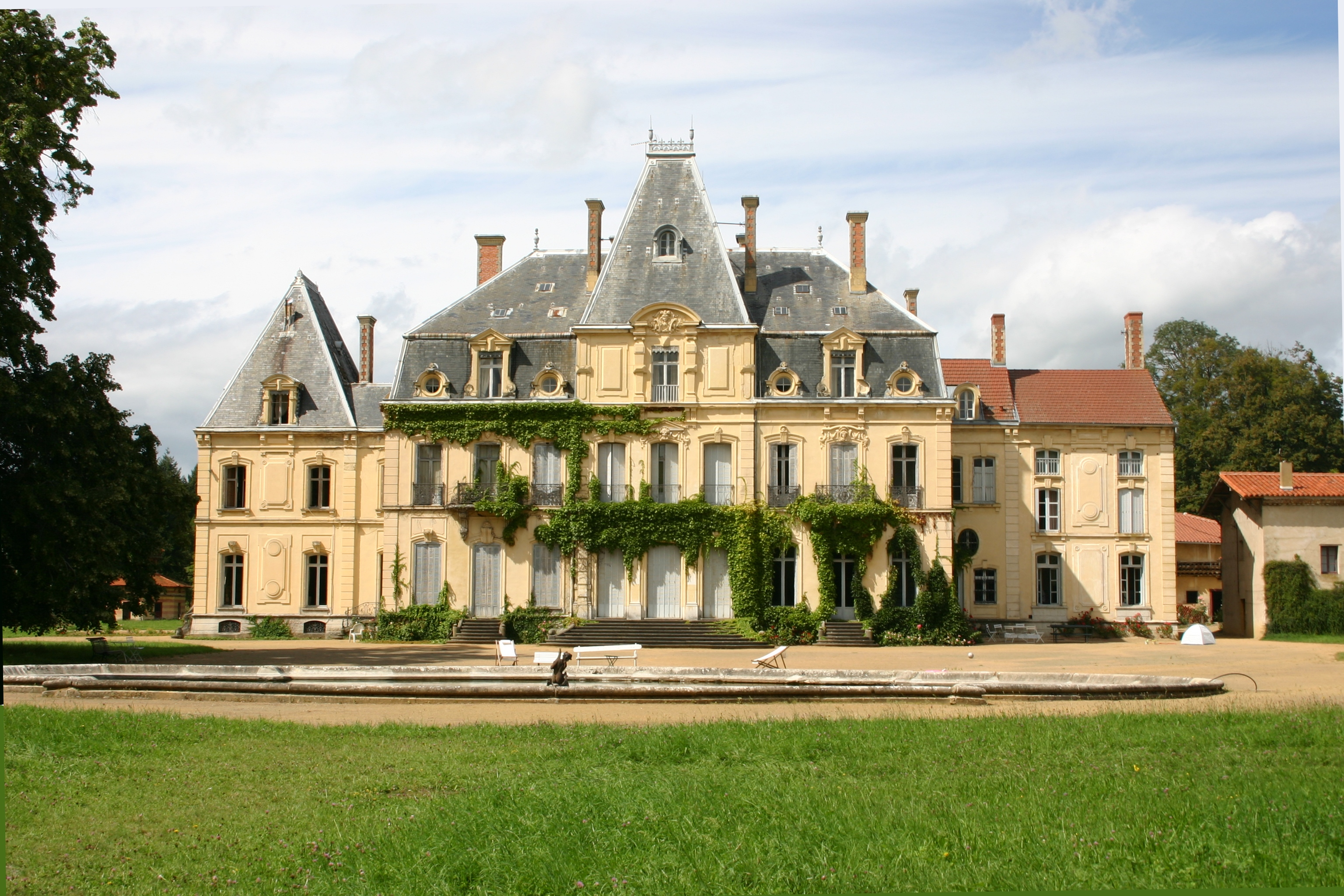
Schloss Chenevoux
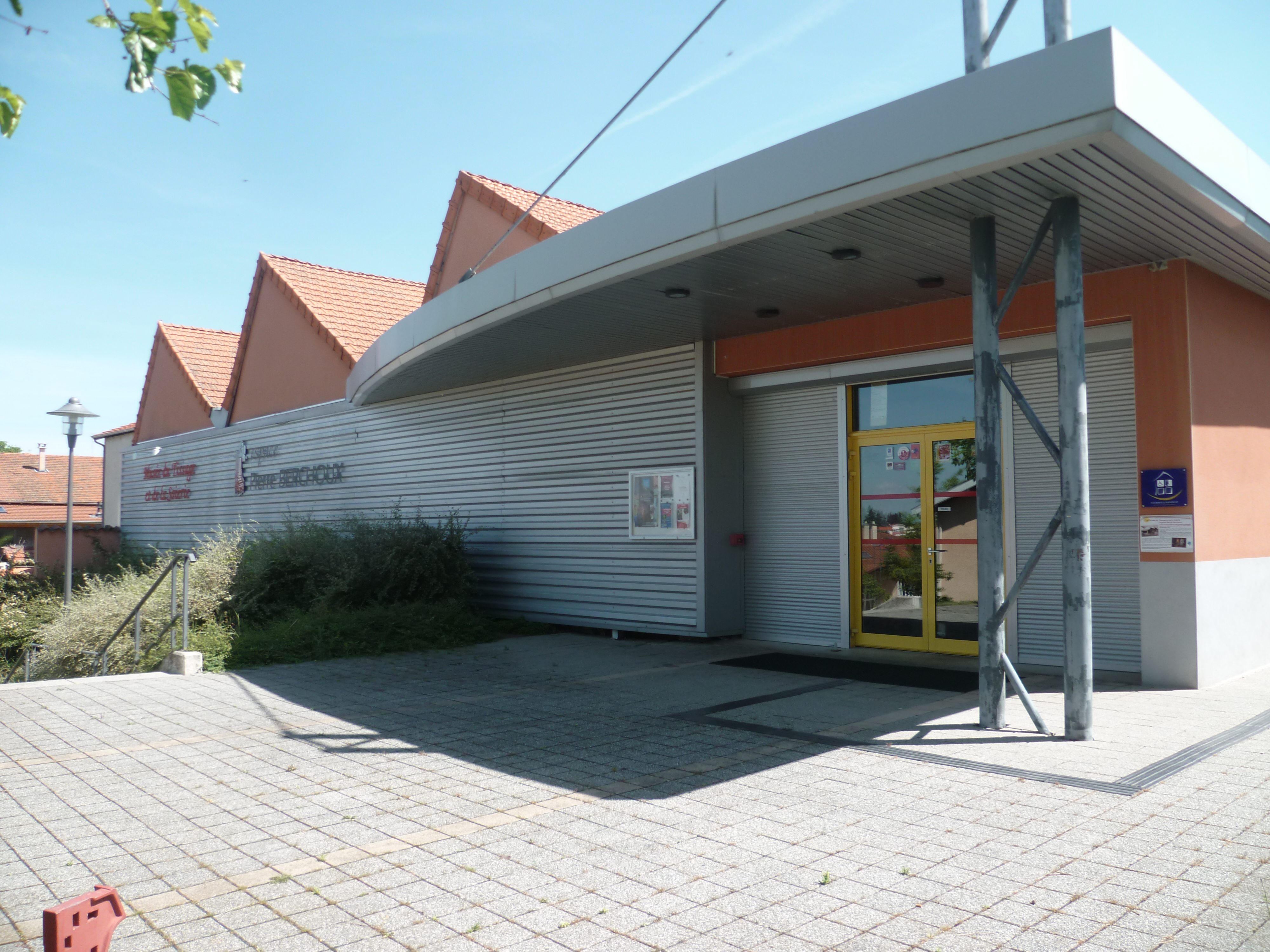
Weberei- und Seidenmuseum
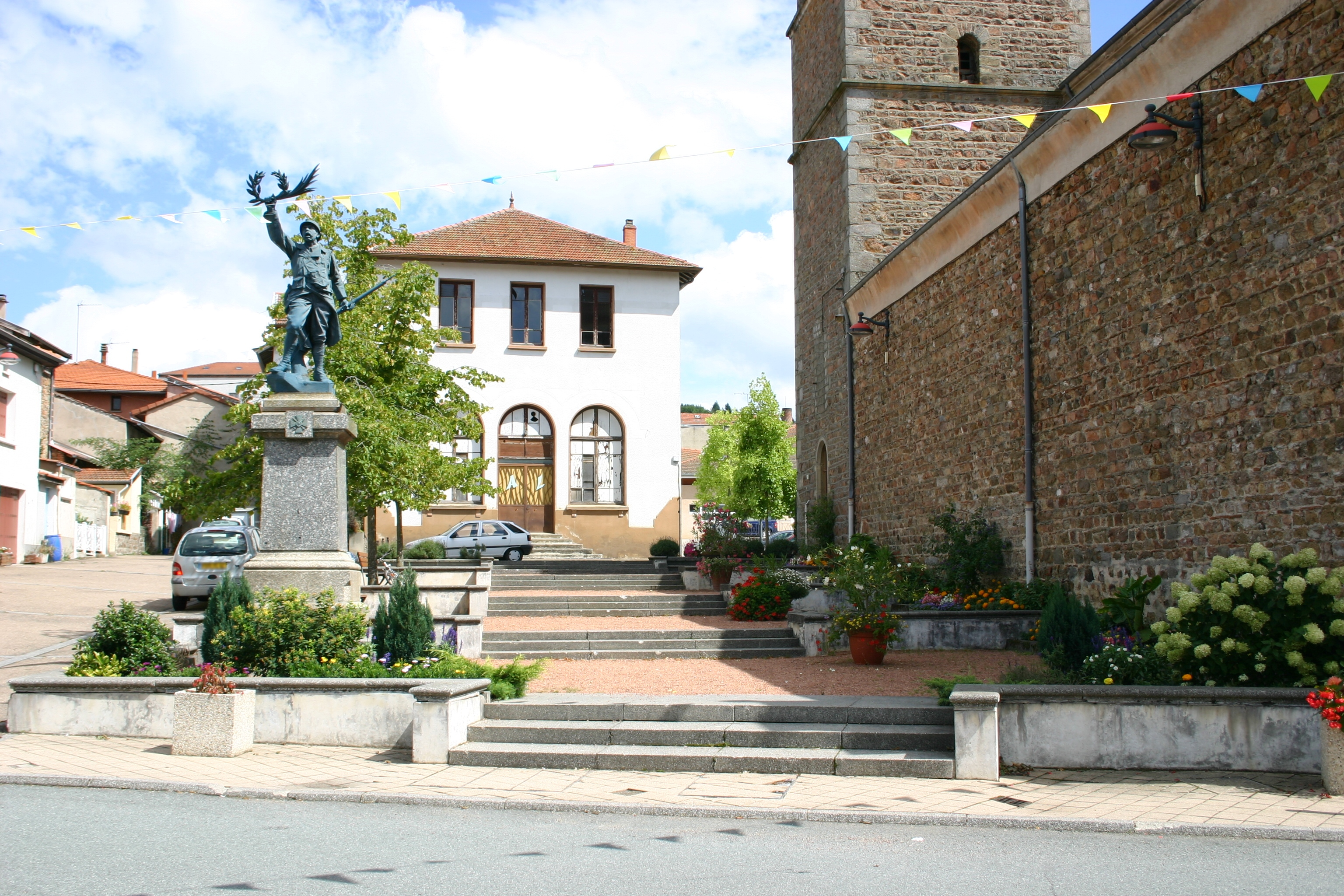
Gefallenendenkmal

## Persönlichkeiten
- Denis Foyatier (1793–1863), Bildhauer